# 法兰西大东方社
法兰西大东方社（法語：Grand Orient de France）是法国几个共济会组织中最大的一个，也是欧洲大陆最古老的共济会组织。其诞生于1773年，源于法兰西总会所（Grande Loge de France）的改组。